# Stinoplus cyaneus
Stinoplus cyaneus är en stekelart som beskrevs av William Harris Ashmead 1894. Stinoplus cyaneus ingår i släktet Stinoplus och familjen puppglanssteklar. Inga underarter finns listade i Catalogue of Life.